# Lady Skollie
Lady Skollie (sinh Laura Windvogel năm 1987) là một nữ nghệ sĩ và nhà hoạt động nữ quyền đến từ Cape Town, Nam Phi.

## Đời sống
Giáo dục nghệ thuật của Lady Skollie bắt đầu từ khi còn nhỏ khi mẹ cô đăng ký vào Trung tâm nghệ thuật Frank Joubert. Cô tiếp tục nhận bằng Cử nhân Lịch sử và Nghệ thuật Văn học Hà Lan từ Đại học Cape Town năm 2009 và Chứng chỉ về sự nhạy bén trong kinh doanh dành cho nghệ sĩ của Trường Đại học Kinh doanh Đại học Cape Town năm 2014.

## Nghề nghiệp
Là một nghệ sĩ được đào tạo bài bản, Skollie nhanh chóng đi sang hướng khác trong bối cảnh nghệ thuật truyền thống mà cô được đào tạo và thực hiện để quảng bá tác phẩm của mình thông qua phương tiện truyền thông xã hội. Công việc của Lady Skollie tập trung vào các khái niệm về giới tính, ham muốn, tình dục và tình dục, sự thân mật và sự đồng ý tình dục ở Nam Phi.
Thông qua bút danh và tính cách nghệ thuật của mình, Lady Skollie, nghệ sĩ nhằm tạo ra một cơ quan trong đó cô truyền đạt các chủ đề khó nói trực tiếp. Thuật ngữ "Skollie" là một thuật ngữ lịch sử bắt nguồn từ Nam Phi thuộc địa Hà Lan. Trong lịch sử, người da trắng sử dụng thuật ngữ này để chỉ một người da đen mà họ cho là không đáng tin cậy hoặc đến từ một cộng đồng không mong muốn.

## Triển lãm

### 2014
Skattie Celebrates Laura Windvogel, Hiệp hội Phòng trưng bày nghệ thuật thị giác, Cape Town, Nam Phi.